# Hypseleotris regalis
Hypseleotris regalis е вид лъчеперка от семейство Eleotridae.

## Разпространение
Видът е разпространен в Австралия.